# Arthur Purdy Stout
Pour les articles homonymes, voir Stout (homonymie).
Arthur Purdy Stout est un chirurgien et anatomo-pathologiste américain né le 30 novembre 1885 à New York et mort le 21 décembre 1967 à New York. Il est connu pour avoir développé l'étude de l'anatomopathologie des tumeurs.